# Browningia altissima
Browningia altissima är en kaktusväxtart som först beskrevs av Friedrich Ritter, och fick sitt nu gällande namn av Franz Buxbaum. Browningia altissima ingår i släktet Browningia och familjen kaktusväxter. Inga underarter finns listade i Catalogue of Life.